# Phenol-Explorer
Phenol-Explorer — первая всеобъемлющая научная база данных о содержании полифенолов в пищевых продуктах. База данных содержит более 35 000 значений содержания 500 различных полифенолов в более чем 400 продуктах питания. Эти данные получены из систематического сбора более 60 000 исходных значений, найденных в более чем 1300 научных публикациях. Каждая из этих публикаций была подвергнута критической оценке перед включением в базу данных. Полные данные о полифенольном составе пищевых продуктов доступны для скачивания. Текущая версия — 3.6 (от июня 2015).
База данных Phenol-Explorer позволяет искать по синонимам для каждого полифенола, которые были собраны в различных публикациях, а также в базах данных ChEBI, PubChem и CAS. Список синонимов для данного полифенола можно увидеть, нажав на его название.

## Влияние
Постоянное развитие баз данных, таких как Phenol-Explorer, которые предоставляют информацию о содержании полифенолов в пищевых продуктах, чрезвычайно полезно для оценки ежедневного потребления ресвератрола и производных ресвератрола.

## Сравнение
Среднесуточное потребление флавоноидов бразильским населением оказалось аналогичным при расчете с использованием Базы данных продуктов питания USDA и базы данных Phenol-Explorer (56,32 мг/день и 64,22 мг/день соответственно). Обе базы данных являются полезным источником данных о содержании флавоноидов в продуктах питания.

## Разработка
Phenol-Explorer был разработан в Национальном институте сельскохозяйственных исследований (INRA) в сотрудничестве с Французским управлением по безопасности пищевых продуктов (AFSSA), Университетом Альберты, Университетом Барселоны, Международным агентством по изучению рака (IARC) и In Siliflo.

## Источник финансирования
Работа над базой данных Phenol-Explorer стала возможной благодаря финансовой поддержке французского правительства, Национального института рака (Франция), Unilever, Danone и Nestlé.